# Comuna Ostapie, Velîka Bahacika
Ostapie (în ucraineană Остап'є) este o comună în raionul Velîka Bahacika, regiunea Poltava, Ucraina, formată din satele Nove Ostapove, Olefirî, Ostapie (reședința), Pidhirea, Uhanivka și Zapsillea.

## Demografie
Componența lingvistică a comunei Ostapie
     Ucraineană (98,08%)
     Rusă (1,75%)
     Alte limbi (0,06%)
Conform recensământului din 2001, majoritatea populației comunei Ostapie era vorbitoare de ucraineană (98,08%), existând în minoritate și vorbitori de rusă (1,75%).